# Флейшман, Роберт
Роберт Флейшман (англ. Robert Fleischman; род. 11 марта 1953 года, Лос-Анджелес, Калифорния, США) — американский музыкант, автор песен и продюсер. Был вокалистом в рок-группах Journey и Vinnie Vincent Invasion.

## Биография
Флейшман родился в Лос-Анджелесе, штате Калифорния, 11 марта 1953 года и вырос в Торрансе. Первые музыкальные способности У Роберта появились в 13 лет.
Флейшман безуспешно пробовавшегося в разные группы по всей стране. Его первым коллективом была гаражная группа Staggerwing из Торранса. К 1971 году Флейшман сдружился с клавишником Гэри Райтом и гитаристом Миком Джонсом, участниками группы Spooky Tooth. Благодаря этому знакомству Роберт был претендентом на роль вокалиста Foreigner, новой группы Джонса.
В марте 1977 года Флейшман был приглашён в качестве ведущего вокалиста в рок-группу Journey. До этого группа уже выпустила три не снискавших успеха альбома, не имея ярко выраженного фронтмена: в роли вокалиста выступал клавишник Грегг Роули. Лейбл Columbia Records уже готов был отказаться от контракта с Journey и в качестве последнего для группы шанса попытался найти ей новое звучание. В качестве ведущего вокалиста представители Columbia и менеджер Journey Херби Херберт выбрал Флейшмана, не имевшего до этого серьёзного опыта.
Флейшман участвовал вместе с Journey в длившемся девять месяцев концертном туре в поддержку альбома Next, созданного группой до его прихода. Его вокал в репертуар внедрялся постепенно, обычно Роберт выходил на сцену только после трёх-четырёх песен в исполнении оригинального состава. Во время тура Флейшман стал участвовать в написании песен. При его участии были написаны «Wheel in the Sky», «Anytime» и «Winds of March», которые впоследствии вошли в следующий альбом Infinity. Также Флейшман предложил менеджменту группы пригласить продюсера Роя Томаса Бейкера для работы над альбомом.
У Флейшмана сложились хорошие отношения с остальными участниками Journey, но менеджер группы Херби Херберт с ним не сработался (в своих воспоминаниях он называл Роберта «избалованным пуделем» и «кошмаром для менеджера») и ещё до окончания тура заменил его Стивом Перри. Флейшман успел записать с Journey несколько песен, но все они были перезаписаны с Перри для следующего альбома. Лишь в 1992 году на сборнике Time3 вышла песня «For You» с вокалом Роберта. 24 января 2005 года Флейшман был приглашён вместе с другими бывшими участниками Journey на церемонию открытия посвящённой группе звезды на Голливудской «Аллее славы».
После ухода из Journey Флейшман заключил контракт с лейблом Arista и уже в 1979 году выпустил дебютный сольный альбом Perfect Stranger. В записи альбома принимал участие гитарист Journey Нил Шон. Флейшман выступал в поддержку альбома на концертах вместе с Van Halen, Эдди Мани, Boston и Сэмми Хагаром. В начале 1980-х годов Флейшман создал группу Channel, игравшую мелодичный рок и заключил контракт с лейблом Epic Records. Единственный альбом группы вышел в 1984 году.
Флейшман распустил Channel, чтобы присоединиться к бывшему гитаристу Kiss Винни Винсенту в его новой группе Vinnie Vincent Invasion в качестве вокалиста. Он записал с группой её дебютный альбом, выпущенный осенью 1986 года, после чего покинул коллектив. Флейшмана заменил Марк Слотер, при этом в клипе на песню «Boyz Are Gonna Rock», в котором снимался уже Слотер, звучит вокал Роберта. В 1996 году Флейшман вновь поработал с Винни Винсентом над его сольным мини-альбомом Euphoria.
В 1990-х и 2000-х годах Флейшман продолжил писать музыку для себя и других исполнителей, а также сочинял музыку для фильмов и телесериалов. Он выпустил несколько сольных альбомов, не снискавших широкой известности. В 2010 году он основал инди-группу The Sky, играющую смесь рок-н-ролла и инди-попа. В 2011 году вышел дебютный альбом группы с названием The Sky, а в 2014 году — альбом Majestic.
Его жена Мишель скончалась 17 марта 2020 год.

## Дискография
Сольные альбомы
- Perfect Stranger (1979)
- World in Your Eyes (2002)
- Kinetic Phenomena (2004)
- Look at the Dream (2007)

С Journey
- Time3[англ.] (1992) (песня «For You»)

С Channel
- Channel (1984)

С Vinnie Vincent Invasion
- Vinnie Vincent Invasion[англ.] (1986)